# Micranthes razshivinii
Micranthes razshivinii är en stenbräckeväxtart som först beskrevs av Zhmylev, och fick sitt nu gällande namn av Luc Brouillet och Gornall. Micranthes razshivinii ingår i släktet rosettbräckor, och familjen stenbräckeväxter. Inga underarter finns listade i Catalogue of Life.

## Bildgalleri

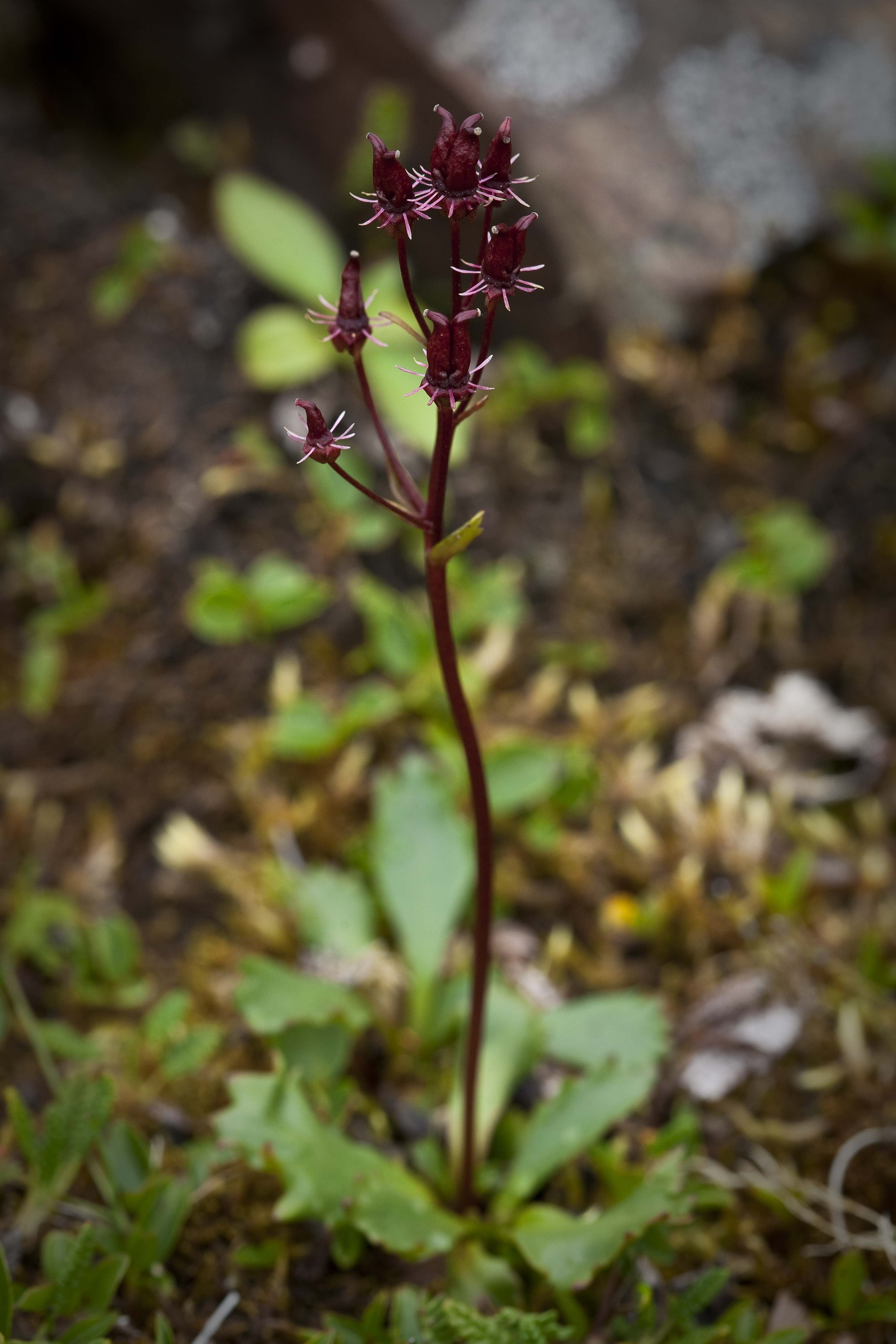